# 11150 Bragg
För andra betydelser, se Bragg.
11150 Bragg eller 1997 YG1 är en asteroid i huvudbältet som upptäcktes den 21 december 1997 av den australiensiske astronomen Frank B. Zoltowski i Woomera. Den är uppkallad efter den brittiske fysikern och nobelpristagaren William Bragg.
Asteroiden har en diameter på ungefär 3 kilometer.